# Euridice Zaituna Kala
Euridice Zaituna Kala est une artiste née en 1987 à Maputo au Mozambique, qui vit et travaille à Paris. Elle étudie la photographie et la vidéo à Johannesburg à la Market Photo Workshop (en), et est diplômée en 2012. Elle travaille la performance, la vidéo, la photographie, et réalise des sculptures-textes ainsi que des installations. En 2017, elle fonde et co-organise e.a.s.t (Ephemeral Archival Station), une plateforme et un laboratoire pour élaborer des projets de recherche artistique.

## Biographie
Euridice Zaituna Kala travaille depuis une perspective africaine sur la multiplicité des périodes historiques et des relations sociales.
En 2016, elle participe à la 12e édition de la Biennale de Dakar. Deux ans plus tard, en 2018, elle est nommée pour le prix SAM Art Projects et le prix du talent contemporain de Fondation François Schneider.
Sa première exposition personnelle a lieu au Centro Camoes Maputo en 2018, puis à Lisbonne en 2019.
En 2020, elle expose à la Villa Vassillieff à Paris. Le commissariat de cette exposition, intitulée Je suis l'archive - Euridice Zaituna Kala, est réalisé par Camille Chenais. L'idée de cet événement est de questionner la subjectivité du document, et de ce fait, l'histoire qui en découle.
En 2022 et 2023, elle présente son travail à la 5ème édition de la Biennale de Casablanca.

## Expositions
- (Co)Habitar, Casa da America Latina, Lisbonne, 2017
- Infecting the City, Cape Town, 2017
- Mistake ! Mistake ! Said the Rooster… and stepped down from the Duck, Lumiar Cité, Lisbonne, 2017
- Le pouvoir du dedans, La Galerie, Noisy-le-Sec, 2018
- 14e Fellbach Triennial for Small Sculpture : 40,000 – A Museum of Curiosity, 2019
- Je suis l’archive, I the archive, Villa Vassilieff, Paris, 2020[6]
- Sea(E)scapes DNA : Don’t (N)ever Ask, galerie Salon H, Paris, 2022

### Performances
- Mackandal Turns into a Butterfly : a love potion, La Galerie, Noisy-le-Sec, 2018[7]
- Euridice Kala Shows and Doesn’t Tell, galerie Saint-Séverin, Paris, 2018
- Sea(E)scapes, Jeu de Paume, Paris, 2022

## Prix et distinctions
Lauréate de la Bourse Villa Vassilieff/ ADAGP, 2019-2020